# 何塞·希门内斯·阿兰达
何塞·希门内斯·阿兰达（西班牙語：José Jiménez Aranda，1837年2月7日—1903年5月6日）是19世纪西班牙塞维利亚画家。路易斯·希门内斯·阿兰达的兄长。

## 生平
1837年2月7日出生于塞维利亚。早年在当地画家安东尼奥·卡夫拉尔·贝哈拉诺、曼努埃尔·巴龙·卡里略和爱德华多·卡诺的指导下学习绘画。
1851年进入塞维利亚著名的匈牙利圣伊莎贝尔皇家美术学院学习美术。1868年到马德里普拉多博物馆参观了弗朗西斯科·戈雅和委拉斯開茲等著名画家的画作。1867年来到赫雷斯-德拉弗龙特拉，从事文物修复和窗户装饰图案设计工作。1871年前往罗马，结识了画家马里亚·福尔图尼。
1881年移居巴黎，在那里学习了九年，直到1890年回到马德里，开始创作一些反映宫廷日常生活场景的风俗画。
在晚年，他为《堂吉诃德》三百周年纪念版绘了689张插画。
他一生影响了赫尔曼·阿尔瓦雷斯·阿尔赫西拉斯、何塞·查维斯·奥尔蒂斯和比尔希略·马托尼等众多画家。1903年5月6日在塞维利亚逝世，享年66岁。

## 画集

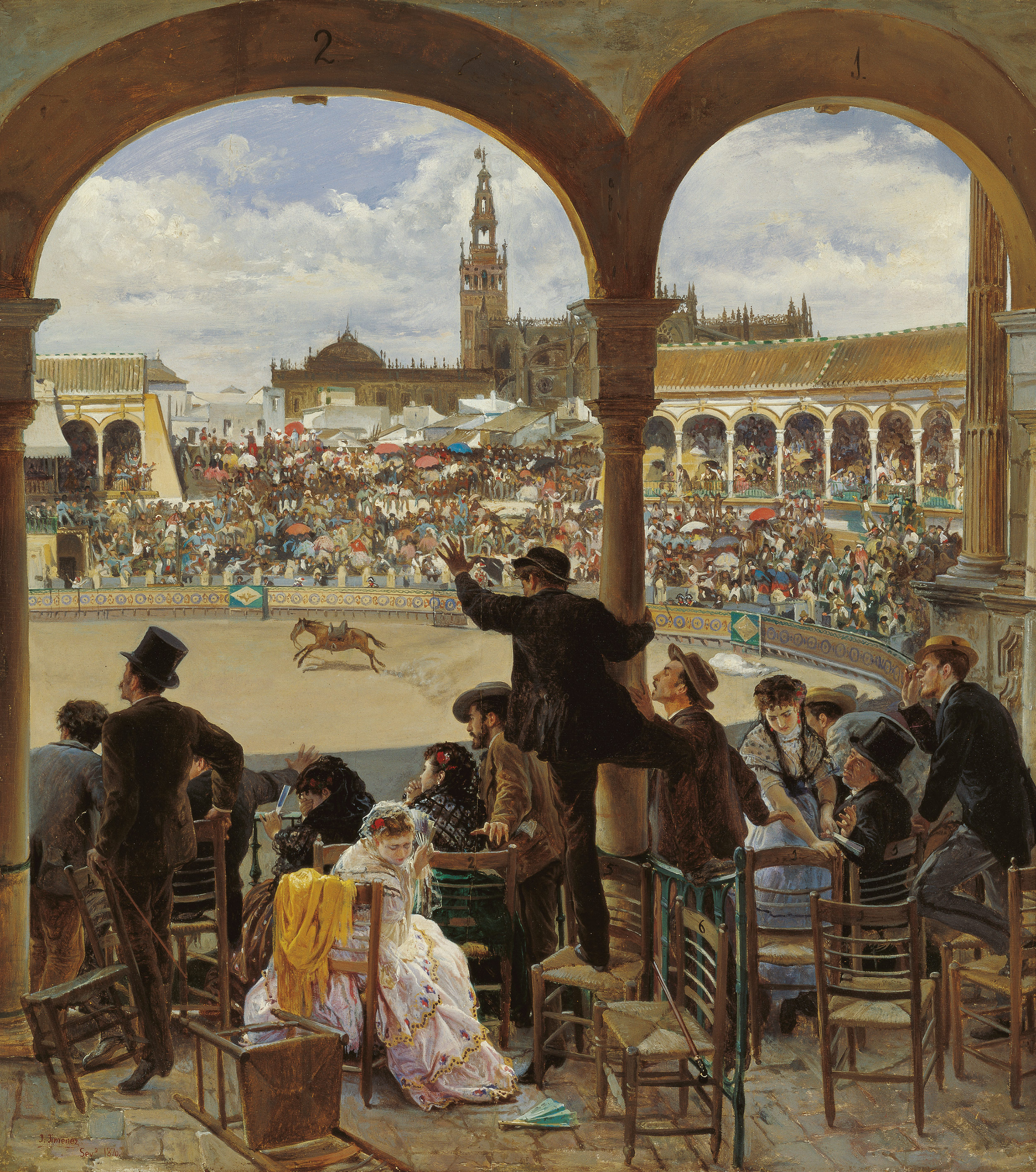
斗牛场，1870年，收藏于卡门·蒂森博物馆
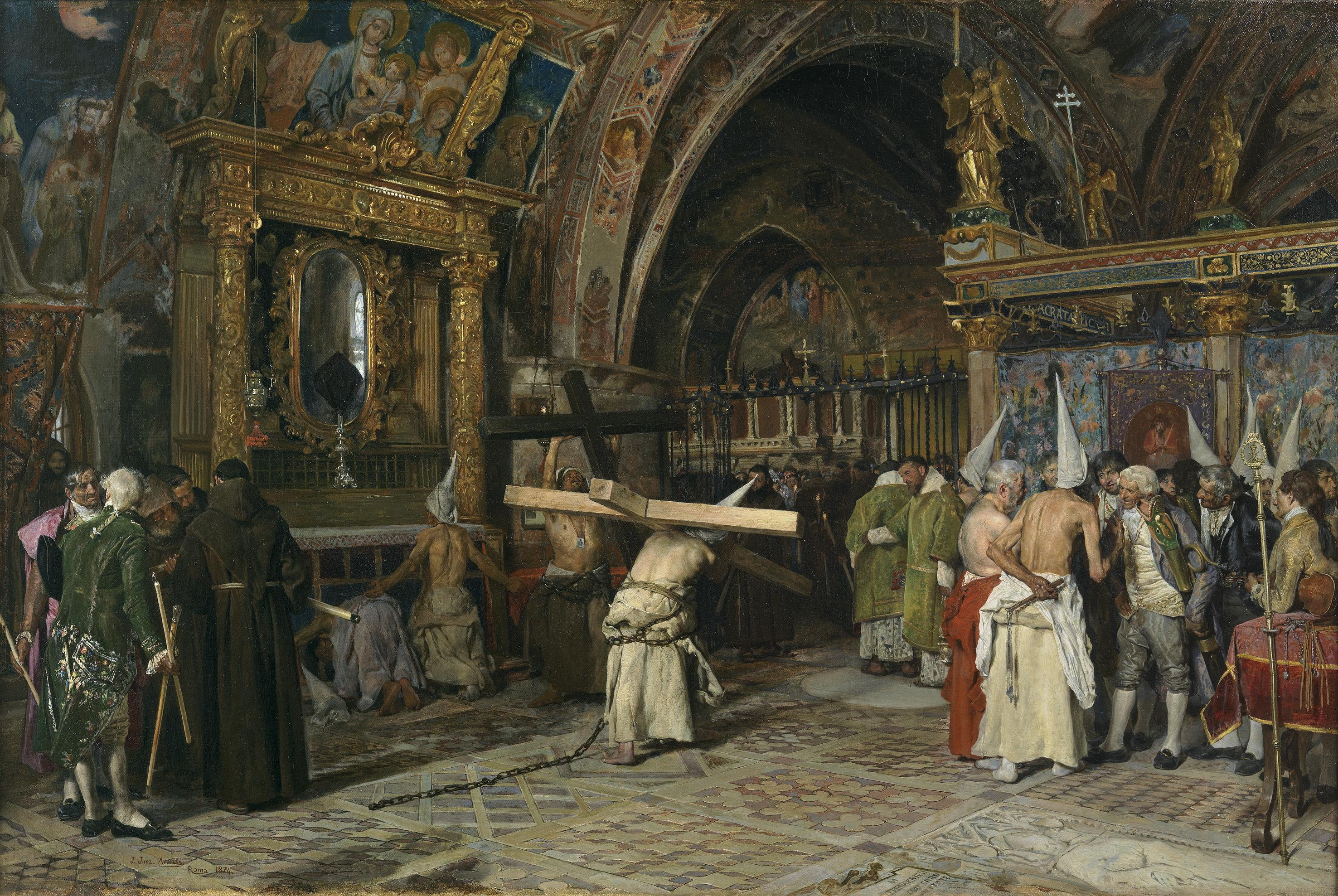
圣方济各圣殿的忏悔者，1874年，收藏于普拉多博物馆
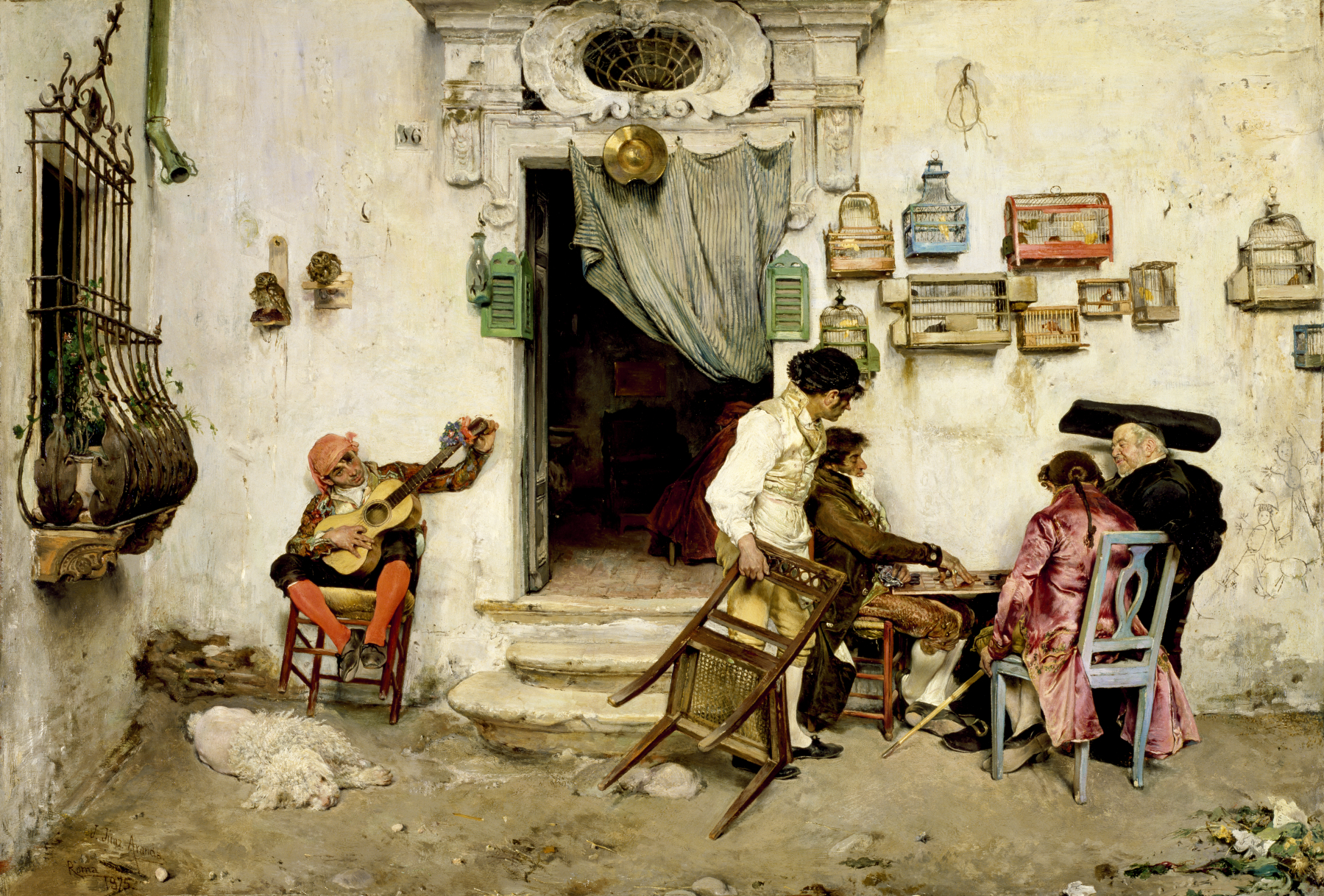
费加罗小店，1875年
咖啡厅，1889年
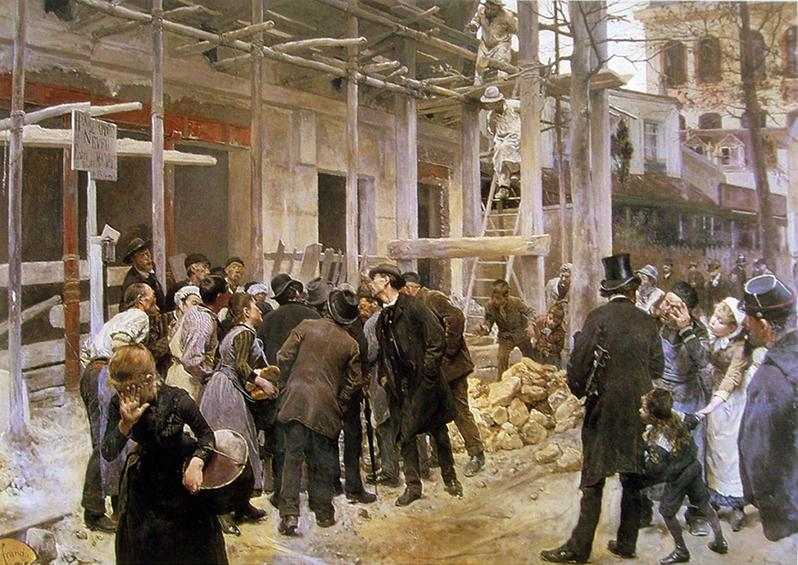
一场灾难，1890年，收藏于塞维利亚美术博物馆
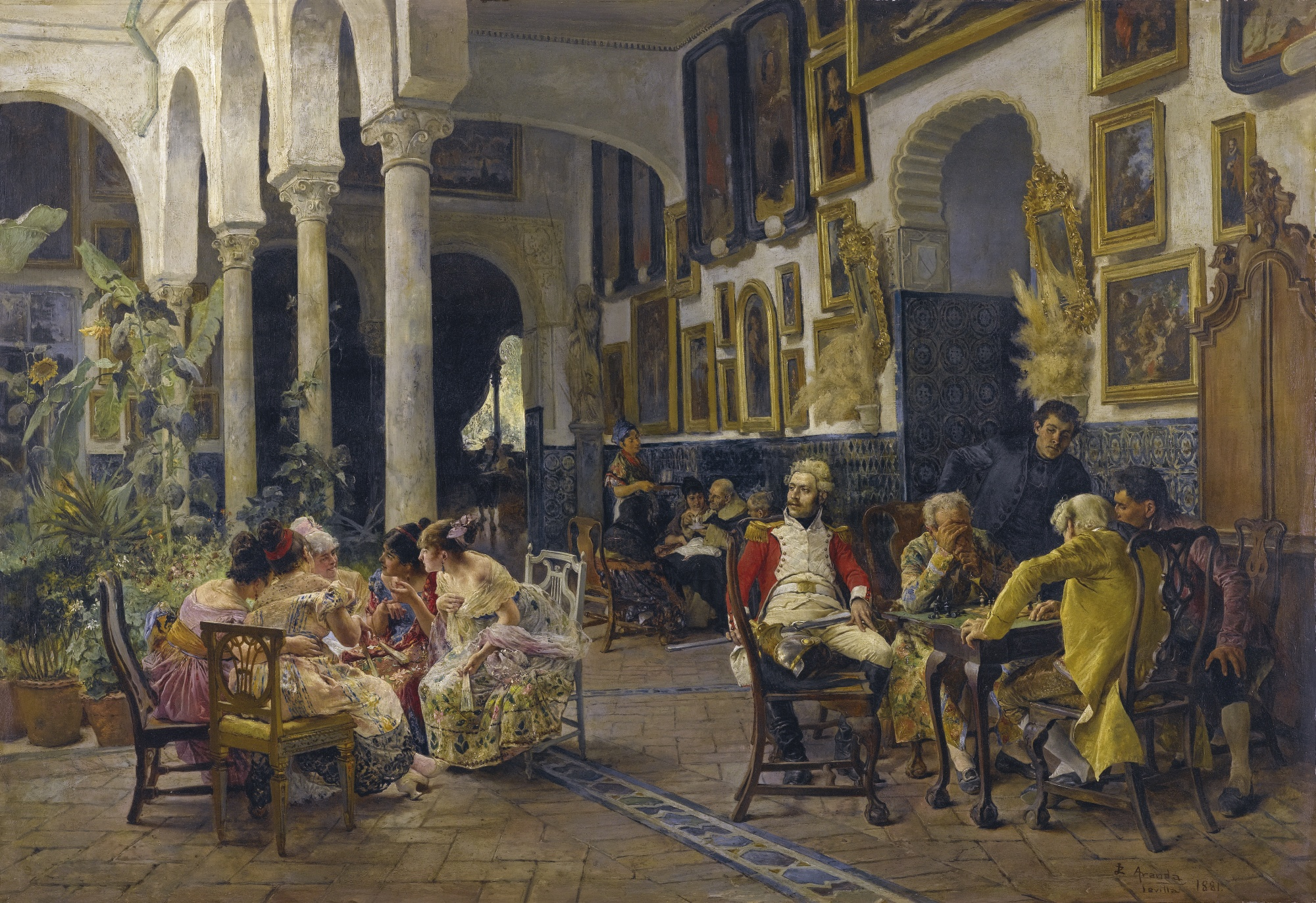
塞维利亚庭院的闲谈
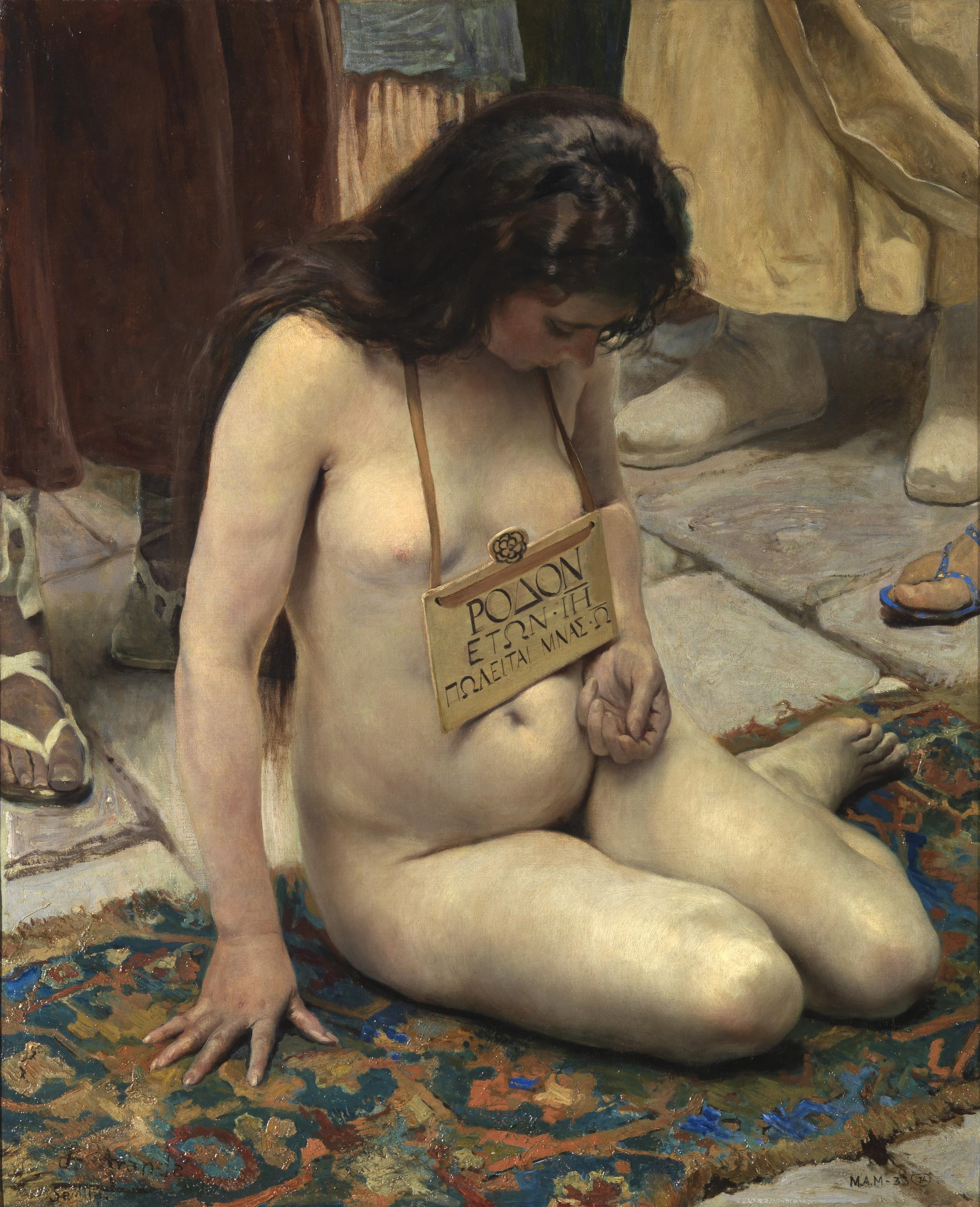
待售中的少女奴隶，约1897年，收藏于马拉加博物馆
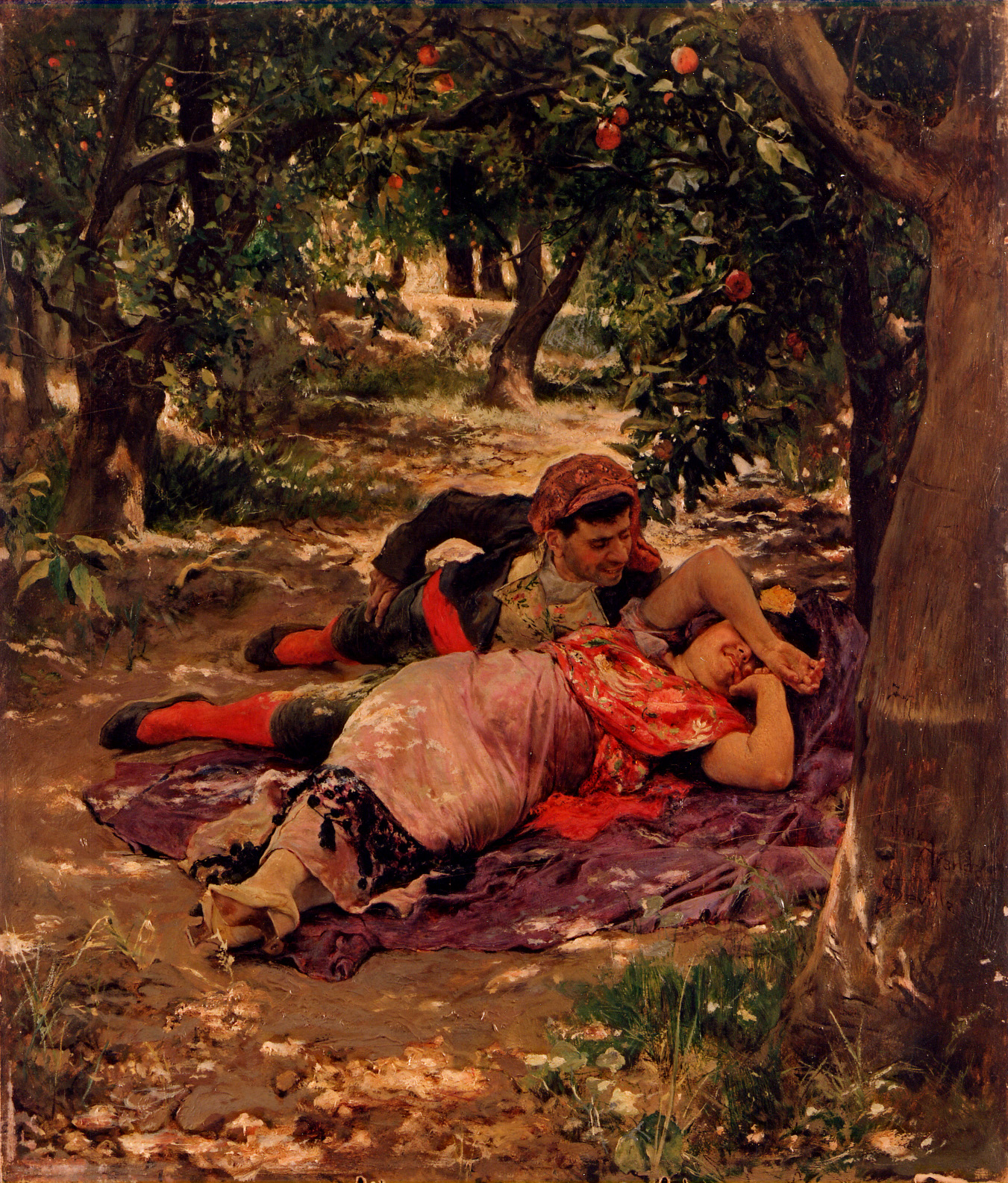
橘子树下，1900年
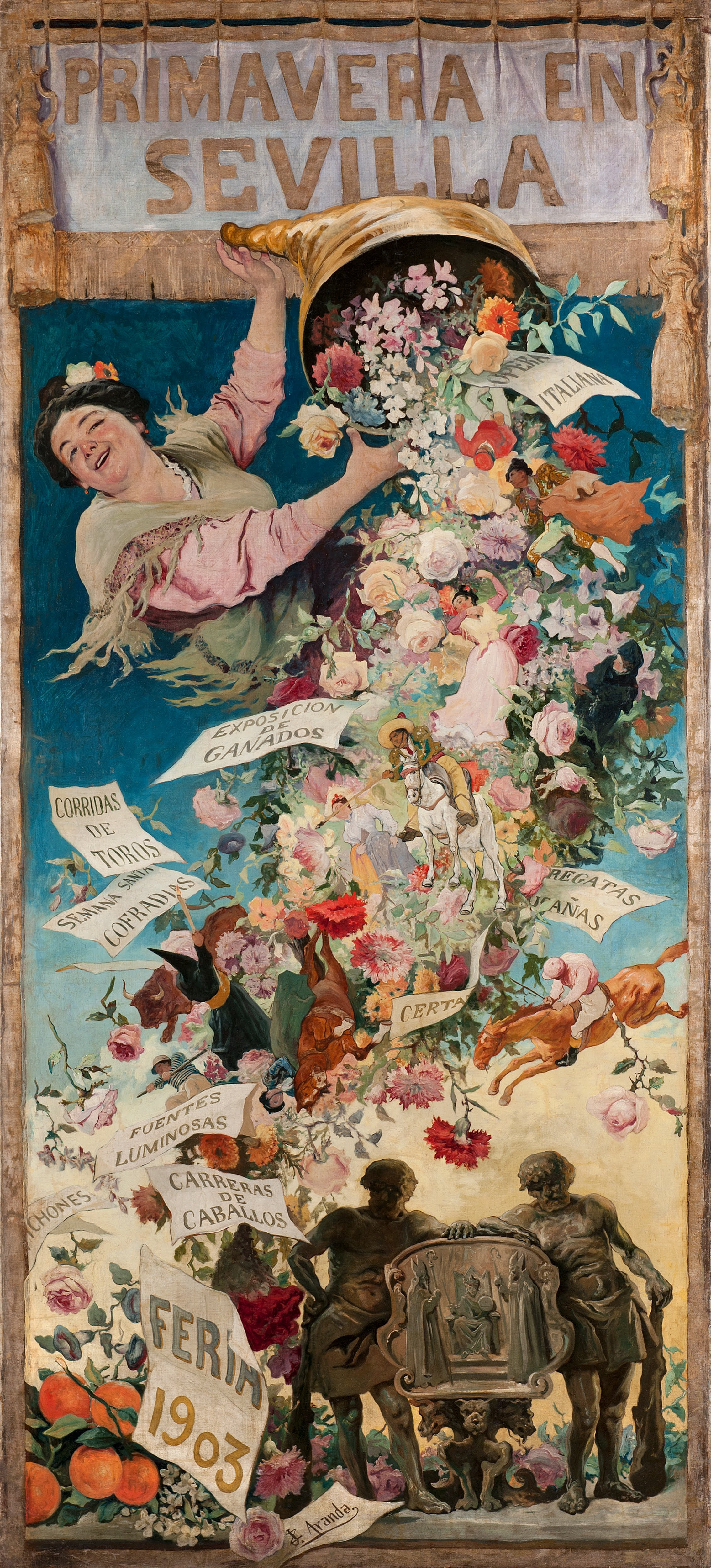
塞维利亚的春天，1903年